# Янис
Я́нис (карел. Jänis, фин. Jänis) — деревня в Питкярантском районе Республики Карелия России. Является частью посёлка Ляскеля. Входила в состав упразднённого в 2023 году Ляскельского сельского поселения.

## География
Расположена правом берегу реки Янисйоки.
Уличная сеть
- Мирный (переулок)
- Молодёжная (улица)
- Новая (улица)
- Полевая (улица)
- Речная (улица)
- Строителей (улица)
- Строительная (улица)[4]

## Население
| 2009 |
| ---- |
| 0    |

## Инфраструктура
До начала 1990-х годов на территории располагалась пограничная застава и работал детский сад.

## Галерея
- Бараки
- Дом офицерских семей
- Полуразрушенное здание пограничной заставы
- Гараж бывшей  пограничной заставы
- Полуразрушенный финский скотный двор
- Телята на ферме в деревне Янис